# Hiatelloidea
Hiatelloidea zijn een superfamilie  van tweekleppigen uit de orde Adapedonta.

## Taxonomie
De volgende familie is bij de superfamilie ingedeeld:
- Hiatellidae Gray, 1824